# Gero Steffen
Gero Steffen (* 1964 in Ost-Berlin) ist ein deutscher Kameramann.

## Leben
Gero Steffen studierte von 1988 bis 1993 an der Hochschule für Film und Fernsehen in Babelsberg Kamera und machte 1995 sein Diplom. Steffen lebt in Berlin.
Sein Kinodebüt war 1997 Knockin` on Heavens Door. 2001 wurde Gero Steffen mit dem Deutschen Filmpreis für seine hervorragende Einzelleistung bei dem Film Frau2 sucht Happy End geehrt. Er wurde 2005 für Die Luftbrücke und 2001 für Am Ende des Tunnels für den Deutschen Kamerapreis nominiert sowie 2007 für Wir sind das Volk mit dem Deutschen Fernsehpreis. Steffen erhielt 2014 den Bayerischen Fernsehpreis für den Tatort Auf ewig Dein.

## Filmografie (Auswahl)
- 1992: Menschen sind wie Wölfe
- 1994: Der unbekannte Deserteur
- ab 1994: Tatort (Fernsehreihe)
  - 1994:  Jetzt und Alles
  - 1995:  Falsches Alibi
  - 2009:  Das Gespenst
  - 2014:  Franziska
  - 2014:  Auf ewig Dein
  - 2014:  Wahre Liebe
  - 2015:  Kollaps
  - 2015:  Ätzend
  - 2016:  Der König der Gosse
  - 2018:  Tollwut
- 1995: Mobbing: Die lieben Kollegen
- 1996: Ärzte – Herberge für einen Frühling
- 1996: Natascha – Wettlauf mit dem Tod
- 1996: Amerika, Regie: Ron Eichhorn
- 1997: Knockin’ on Heaven’s Door
- 1999: Bis zum Horizont und weiter
- 1999: Grüne Wüste
- 2001: Frau2 sucht Happy End
- 2002: Am Ende des Tunnels
- 2002: Relative Evil
- 2002: Soloalbum
- 2004: Ein Mann für den 13ten
- 2005: Der Grenzer und das Mädchen
- 2005: Die Luftbrücke – Nur der Himmel war frei
- 2007: Der geheimnisvolle Schatz von Troja
- 2007: Frühstück mit einer Unbekannten
- 2007: Wir sind das Volk – Liebe kennt keine Grenzen
- 2009: Mein Leben – Marcel Reich-Ranicki
- 2010: Stubbe – Von Fall zu Fall – Verräter
- 2010: Zivilcourage
- 2010: Der Uranberg
- 2011: Im falschen Leben
- 2012: Sushi in Suhl
- 2012: München 72 – Das Attentat
- 2012: Und alle haben geschwiegen
- 2013: Der Feind in meinem Leben
- 2013: Frühlingskinder
- 2014: Stubbe – Von Fall zu Fall: Der König ist tot
- 2014: Alles muss raus – Eine Familie rechnet ab (Fernsehzweiteiler)
- 2016: Familie! (Fernsehzweiteiler)
- 2018: Schattengrund – Ein Harz-Thriller
- 2019: Auf einmal war es Liebe
- 2019: Crescendo
- 2020: Das Geheimnis der Freiheit
- 2021: Polizeiruf 110: Hermann
- 2021: Ein Hauch von Amerika (Fernsehsechsteiler)

## Auszeichnungen
- 2001: Deutscher Kamerapreis Nominierung für Am Ende des Tunnels
- 2001: Deutscher Filmpreis, Kategorie Beste Einzelleistung Kamera für Frau2 sucht Happy End[1]
- 2006: Goldene Kamera in der Kategorie Bester Film für Die Luftbrücke
- 2006: Deutscher Kamerapreis, Nominierung für Die Luftbrücke[2]
- 2009: Nominierung Deutscher Fernsehpreis, Beste Kamera für Wir sind das Volk und Mein Leben – Marcel Reich-Ranicki[3]
- 2009: Deutscher Fernsehpreis in der Kategorie Bester Mehrteiler Wir sind das Volk[4]
- 2010: Emmy-Nominierung Kategorie bester Film[5] und PRIX EUROPA Nominierung für Mein Leben – Marcel Reich-Ranicki
- 2014: Bayerischer Fernsehpreis, Kategorie Beste Kamera für Tatort Auf ewig Dein[6]